# Sioux Falls Skyforce
Sioux Falls Skyforce es un equipo de baloncesto que juegan en la NBA G League, la Liga de Desarrollo que regula la NBA. Juegan en la ciudad de Sioux Falls, en el estado de Dakota del Sur, en el estadio Sioux Falls Arena. 

## Historia

### CBA
Los Skyforce comenzaron su andadura profesional en la CBA, la liga de baloncesto más veterana de Estados Unidos, en el año 1989. En los 17 años que ha competido en este campeonato, ha conseguido llegar en 4 ocasiones a las finales, obteniendo el título en el año 1996, donde derrotaron a los Fort Wayne Fury por 4 victorias a 1, y en 2005, donde vencieron a los Rockford Lightning por 3 a 1.
La ciudad albergó el All-Star Game de la CBA en 3 ocasiones, en los años 1996, 2000 y 2003.

### NBA Development League
En el año 2006 pasó a formar parte de la liga de desarrollo de la NBA, la NBA Development League, competición auspiciada por la liga mayor, y que nutre de jugadores a la misma. Cada equipo tiene uno o varios equipos afiliados en la competición mayor, lo que en fútbol podría llamarse equipos filiales. Las afiliaciones de los Skyforce son Minnesota Timberwolves y Miami Heat.
En la temporada 2006-2007 ocupan la segunda posición de la División Este 

### Los 20 mejores jugadores de los primeros 20 años de los Sioux Falls Skyforce
Debido a la celebración de los veinte años, como equipo, de los Sioux Falls Skyforce; el equipo hizo una lista en el año 2009 de los mejores veinte mejores jugadores de la historia del club, hay ciertos datos de señalar como por ejemplo: 7 de ellos no han ganado título ( 3 de ellos el título de división de la temporada 2006-07), 2 han ganado el MVP de la final ( los dos en la CBA) y solo 1 el MVP de la liga ( Kasib Powell), y estos son:
| Jugador          | Temporadas jugadas en Sioux Falls Skyforce        | Finales Ganadas/jugadas | Datos individuales |
| ---------------- | ------------------------------------------------- | ----------------------- | --- |
| Devin Gray       | 1995-96, 1996-97 y 1998-99                        | 1/2                     | |
| Henry James      | 1994-95 hasta 1996-97, 1998-99,2001-02 y 2002-03  | 1/2                     | máximo anotador de la historia (2559) y MVP de la final 1995-96                                                              |
| David Bailey     | 2004-05 hasta actualmente                         | 1/1                     | consiguió el único triple-doble en un partido de la final con los Sioux Falls Skyforce                                       |
| Corsley Edwars   | 2002-03 y 2004-05                                 | 1/1                     | MVP de la final 2004-05 |
| Troy Hudson      | 1997-98 y 1998-99                                 | 0/2                     | |
| Reggie Jordan    | 1995-96                                           | 1/1                     | |
| Stacey King      | 1996-97 y 1997-98                                 | 0/1                     | |
| Randy Livingston | 1997-98, 1998-99, 2000-01 hasta 2002-03 y 2004-05 | 1/3                     | jugador con más partidos de la historia de Sioux Falls Skyforce (175) , máximo asistente (1245) y más minutos jugados (6112] |
| Darrick Martin   | 1994-95 y 2003-04                                 | 0/0                     | |
| Tharon Mayes     | 1990-1991 y 1991-92                               | 0/0                     | |
| Bobby Philps     | 1991-1992                                         | 0/0                     | |
| Jason Sasser     | 1996-97 hasta 1998-99                             | 0/2                     | máximo reboteador de la historia de Sioux Falls Skyforce (922)                                                               |
| Andre Brown      | 2006-2007                                         | 0/0                     | |
| Stephen Graham   | 2005-06 y 2006-07                                 | 0/0                     | |
| Amir Johnson     | 2006-07                                           | 0/0                     | |
| Kasib Powell     | 2007-08 y 2008-09                                 | 0/0                     | consiguió el MVP de la temporada 2007-08                                                                                     |
| Cedric Hunter    | 1992-93 hasta 1994-95                             | 0/0                     | |
| Darryl Dawkins   | 1995-1996                                         | 1/1                     | |
| Victor Page      | 1997-1998 hasta 2001-02                           | 0/2                     | Tiene su número #20 retirado en la franquicia                                                                                |

## Trayectoria
| Temporada            | Liga              | Conferencia                             | División                                | Puesto                                  | Ganados                                 | Perdidos                                | %                                       | Playoffs |                                         |
| -------------------- | ----------------- | --------------------------------------- | --------------------------------------- | --------------------------------------- | --------------------------------------- | --------------------------------------- | --------------------------------------- | --- | --------------------------------------- |
| Sioux Falls Skyforce |                   |                                         |                                         |                                         |                                         |                                         |                                         | |                                         |
| 1989–90              | CBA               | National                                | Midwest                                 | 3º                                      | 20                                      | 36                                      | .357                                    | |                                         |
| 1990–91              | CBA               | American                                | Midwest                                 | 3º                                      | 26                                      | 30                                      | .464                                    | |                                         |
| 1991–92              | CBA               | National                                | Northern                                | 4º                                      | 24                                      | 32                                      | .429                                    | |                                         |
| 1992–93              | CBA               | National                                | Midwest                                 | 3º                                      | 26                                      | 30                                      | .464                                    | |                                         |
| 1993–94              | CBA               | National                                | Midwest                                 | 3º                                      | 24                                      | 32                                      | .429                                    | |                                         |
| 1994–95              | CBA               | National                                | Western                                 | 2º                                      | 34                                      | 22                                      | .607                                    | Pierde 1.ª ronda (Omaha) 2–1 |                                         |
| 1995–96              | CBA               | National                                | Northern                                | 1º                                      | 32                                      | 24                                      | .571                                    | Gana 1.ª ronda (Oklahoma City) 3–1 Gana Campeonato NC (Florida) 3–2 Gana Campeonato CBA (Fort Wayne) 3–2                         |                                         |
| 1996–97              | CBA               | National                                |                                         | 1º                                      | 47                                      | 9                                       | .839                                    | Pierde 1.ª ronda (Omaha) 3–2 |                                         |
| 1997–98              | CBA               | National                                |                                         | 2º                                      | 31                                      | 25                                      | .554                                    | Gana Semifinales (Yakima) 3–2 Gana Campeonato NC (Fort Wayne) 3–0 Pierde Campeonato CBA (Quad City) 4–3                          |                                         |
| 1998–99              | CBA               | National                                |                                         | 1º                                      | 32                                      | 24                                      | .571                                    | Gana 1.ª ronda (Idaho) 3–2 Gana Campeonato NC (Quad City) 3–2 Pierde Campeonato CBA (Connecticut) 4–1                            |                                         |
| 1999–00              | CBA               | National                                |                                         | 3º                                      | 30                                      | 26                                      | .536                                    | Gana 1.ª ronda (Connecticut) 109-90 Pierde Semifinales (La Crosse) 99–90                                                         |                                         |
| 2000–01*             | CBA               | National                                |                                         | 5º                                      | 8                                       | 15                                      | .348                                    | |                                         |
| 2000–01              | IBL               | Western                                 |                                         | 3º                                      | 16                                      | 14                                      | .533                                    | Pierde 1.ª ronda (Rockford) 111–91                                                                                               |                                         |
| 2001–02              | CBA               | American                                |                                         | 2º                                      | 33                                      | 23                                      | .589                                    | Pierde Semifinales (Rockford) 3–1                                                                                                |                                         |
| 2002–03              | CBA               | National                                |                                         | 4º                                      | 17                                      | 31                                      | .354                                    | |                                         |
| 2003–04              | CBA               |                                         |                                         | 5º                                      | 23                                      | 25                                      | .479                                    | |                                         |
| 2004–05              | CBA               | Western                                 |                                         | 2º                                      | 31                                      | 17                                      | .646                                    | Gana Semifinales (Dakota) 3-2 Gana Campeonato CBA (Rockford) 3–1                                                                 |                                         |
| 2005–06              | CBA               | Western                                 |                                         | 2º                                      | 30                                      | 18                                      | .625                                    | Pierde Torneo Round-Robin (2–0)                                                                                                  |                                         |
| 2006–07              | D-League          |                                         | Eastern                                 | 2º                                      | 30                                      | 20                                      | .600                                    | Gana Semifinales de división (Fort Worth) 128–105 Pierde Finales de División (Dakota) 115–113                                    |                                         |
| 2007–08              | D-League          |                                         | Central                                 | 2º                                      | 28                                      | 22                                      | .560                                    | Gana 1.ª ronda (Dakota) 101–89 Pierde Semifinales (Austin) 99–93                                                                 |                                         |
| 2008–09              | D-League          |                                         | Central                                 | 4º                                      | 25                                      | 25                                      | .500                                    | |                                         |
| 2009–10              | D-League          | Eastern                                 |                                         | 2º                                      | 32                                      | 18                                      | .640                                    | Pierde 1.ª ronda (Tulsa) 2–1 |                                         |
| 2010–11              | D-League          | Eastern                                 |                                         | 7º                                      | 10                                      | 40                                      | .200                                    | |                                         |
| 2011–12              | D-League          | Eastern                                 |                                         | 7º                                      | 15                                      | 35                                      | .292                                    | |                                         |
| 2012–13              | D-League          |                                         | Central                                 | 4º                                      | 25                                      | 25                                      | .500                                    | |                                         |
| 2013–14              | D-League          |                                         | Central                                 | 2º                                      | 31                                      | 19                                      | .620                                    | Gana 1.ª ronda (Canton) 2–1 Pierde Semifinales (Fort Wayne) 2–0                                                                  |                                         |
| 2014–15              | D-League          | Eastern                                 | Central                                 | 1º                                      | 29                                      | 21                                      | .580                                    | Pierde 1.ª ronda (Canton) 2–1 |                                         |
| 2015–16              | D-League          | Eastern                                 | Central                                 | 1º                                      | 40                                      | 10                                      | .800                                    | Gana 1.ª ronda (Westchester) (2–0) Gana 2.ª ronda (Canton) (2–0) Gana Finales D-League (Los Angeles) (2–1)                       |                                         |
| 2016–17              | D-League          | Eastern                                 | Southwest                               | 3º                                      | 29                                      | 21                                      | .580                                    | |                                         |
| 2017–18              | G League          | Western                                 | Midwest                                 | 2º                                      | 25                                      | 25                                      | .500                                    | |                                         |
| 2018–19              | G League          | Western                                 | Midwest                                 | 3º                                      | 24                                      | 26                                      | .480                                    | |                                         |
| 2019–20              | G League          | Western                                 | Midwest                                 | 2º                                      | 22                                      | 20                                      | .524                                    | |                                         |
| 2020–21              | G League          | Optó por no participar en esa temporada | Optó por no participar en esa temporada | Optó por no participar en esa temporada | Optó por no participar en esa temporada | Optó por no participar en esa temporada | Optó por no participar en esa temporada | Optó por no participar en esa temporada                                                                                          | Optó por no participar en esa temporada |
| 2021–22              | G League          | Western                                 | –                                       | 12.º                                    | 14                                      | 21                                      | .400                                    | |                                         |
| 2022–23              | G League          | Western                                 | –                                       | 5.º                                     | 20                                      | 12                                      | .625                                    | Gana cuartos de final (Salt Lake) 115–107 Gana Semifinal (Stockton) 98–97 Pierde Final de Conferencia(Rio Grande Valley) 105–110 |                                         |
| 2023–24              | G League          | Western                                 | –                                       | 2.º                                     | 22                                      | 12                                      | .647                                    | Pierde Semifinales de Conferencia (Oklahoma City) 93-111                                                                         |                                         |
| Temporada regular    | Temporada regular | Temporada regular                       | Temporada regular                       | Temporada regular                       | 905                                     | 778                                     | .538                                    | 1989–2024 |                                         |
| Playoffs             | Playoffs          | Playoffs                                | Playoffs                                | Playoffs                                | 50                                      | 46                                      | .521                                    | 1989–2024 |                                         |

*=La CBA quebró mediada la temporada 2000–01.